# Pomnik Piotra Skrzyneckiego w Krakowie (ul. Skawińska)
Pomnik Piotra Skrzyneckiego – pomnik znajdujący się w Krakowie na Kazimierzu, przy ul. Skawińskiej 8.
27 listopada 1998 roku przed II Katedrą Chorób Wewnętrznych Collegium Medicum Uniwersytetu Jagiellońskiego odsłonięto pomnik poświęcony pamięci Piotra Skrzyneckiego, twórcy, animatora kabaretu Piwnica pod Baranami.
Przedstawia dwoje ludzi-akrobatów. Mężczyznę stojącego na ruchomych klockach, na którego prawym ramieniu stoi kobieta, unosząca w górę ręce. W wyciągniętej, dla równowagi, lewej ręce mężczyzna trzyma dzwonek, nieodłączny atrybut Piotra Skrzyneckiego. Na postumencie znajduje się napis Pamięci Piotra Skrzyneckiego.
Pomnik z brązu ufundował prof. Andrzej Szczeklik. Był on kierownikiem kliniki a Piotr Skrzynecki jego wieloletnim przyjacielem oraz pacjentem przez prawie 20 lat. Na pomnik, poświęcony swojemu przyjacielowi, przeznaczył nagrodę Fundacji na rzecz Nauki Polskiej.
Rzeźba jest dziełem Karola Gąsienicy Szostaka.